# Filia Irata
Filia Irata (Zornige Töchter, wörtlich übersetzt Die zornige Tochter) ist eine deutsche Band der Mittelaltermusik aus dem Rheinland, die vor allem auf Mittelaltermärkten und historischen Burg- und Stadtfesten auftritt. Dabei verbindet sie mittelalterliche Originalmusik aus verschiedenen Ländern mit eigenen Texten und Rockelementen.

## Geschichte
Filia Irata wurde 1998 als erste reine Frauenband der Mittelalterszene von Cornelia Fuchs, einem Gründungsmitglied von In Extremo, ins Leben gerufen. Nach einigen Umbesetzungen tritt die Band – immer noch als eine der wenigen Gruppen dieses Genres in (bis auf einen Gastmusiker) ausschließlich weiblicher Besetzung – auf Burg- und Stadtfesten, mittelalterlichen Märkten, Konzerten und Banketten in Deutschland und anderen europäischen Ländern (Frankreich, Dänemark, Spanien) auf, unter anderem auch 2008 und 2010 auf dem WGT.
Daneben waren und sind die Musikerinnen auch in anderen Projekten beschäftigt, beispielsweise als Gastmusikerinnen in Theater- und Varieté-Aufführungen oder bei anderen Bands (wie Schelmish).

## Diskografie
- 2000: Tinnitussi (Curzweyhl/Rough Trade)
- 2004: Tilten und Pier (Curzweyhl/Rough Trade)
- 2008: Von Wegen (Curzweyhl/Rough Trade)